# Geissorhiza ovata
Geissorhiza ovata  es una especie de planta fanerógama perteneciente a la familia de las iridáceas que se encuentra en la provincia del Cabo Occidental, Sudáfrica.

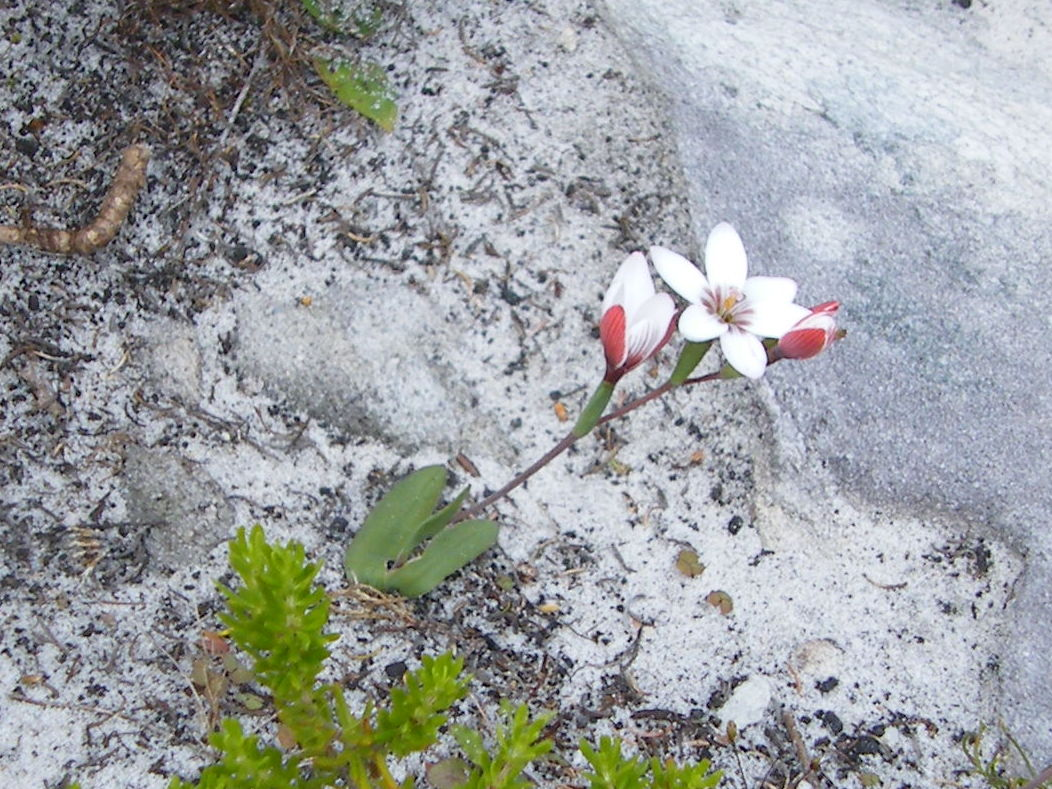
Vista de la planta

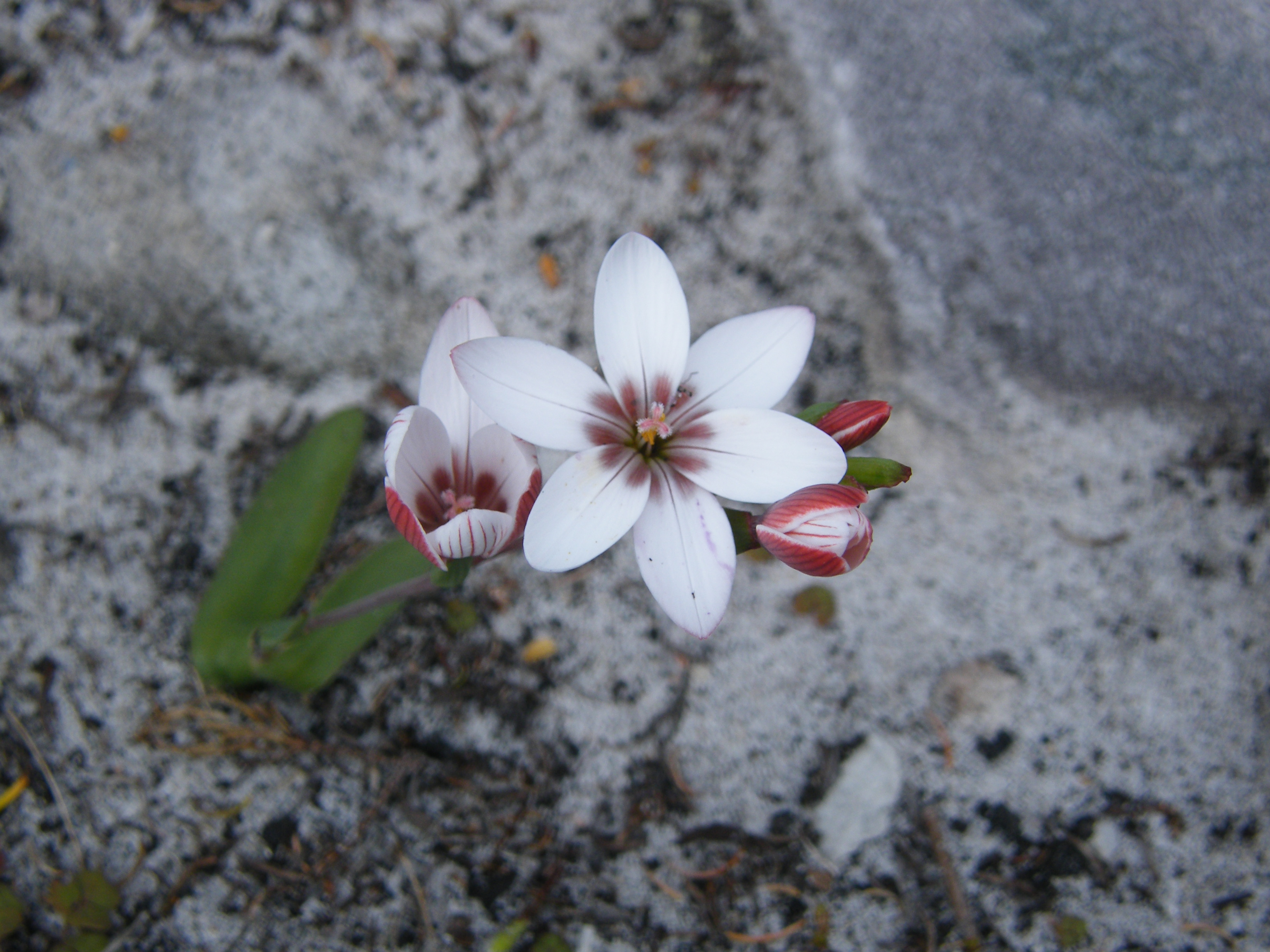
Flor

## Descripción
Geissorhiza ovata, es una planta herbácea perennifolia, geofita que alcanza un tamaño de 0.1 - 0.15 m de altura a una altitud de 20 - 765  metros en Sudáfrica.

## Taxonomía
Geissorhiza ovata fue descrita por (Burm.f.) Asch. & Graebn. y publicado en Synopsis der Mitteleuropäischen Flora 3: 540. 1906.
Etimología
Geissorhiza: nombre genérico que deriva de las palabras griegas: geisso, que significa "mosaico", y rhizon, que significa "raíz".
ovata, epíteto latíno que significa "ovada"
Sinonimia
- Anomaza excisa (L.f.) Laws. ex Salisb.
- Geissorhiza excisa (L.f.) Ker Gawl.
- Ixia excisa L.f.
- Ixia ovata Burm.f. basónimo
- Weihea elatior Eckl.
- Weihea excisa (L.f.) Eckl.[6][7]